# Кипарис гималайский
Кипарис гималайский  (лат. Cupressus torulosa) — вечнозелёное дерево семейства кипарисовых.

## Распространение и экология
В природе растёт в Гималаях и Западном Китае до высоты 3000 м над уровнем моря, где образует леса. Произрастает на сухих известняковых каменистых склонах с кедром гималайским, елью и пихтой.

## Ботаническое описание
Кипарис гималайский — это дерево 15-25 м высотой, со стволом 40-60 см в диаметре. Крона овальная или ширококоническая. Кора серо-коричневая или коричневая. Хвоя чешуйчатая, тесно расположенная, тупая, тёмно-зелёная.